# Еміль Ранцау
Еміль Ранцау (нім. Emil Ranzau; 4 червня 1908, Кіль — 2 липня 1986) — німецький офіцер-підводник, оберлейтенант-цур-зее резерву крігсмаріне (1 жовтня 1943).

## Біографія
В січні 1939 року вступив на флот. З вересня 1941 року — вахтовий офіцер в 61-й флотилії форпостенботів. З серпня 1942 по лютий 1943 року пройшов курс підводника. З травня 1943 року — вахтовий офіцер на підводному човні U-107. В березні-травні 1944 року пройшов курс командира човна. З травня 1944 по 7 червня 1944 року — командир U-150, з 8 червня 1944 по 27 лютого 1945 року — U-71. В лютому-травні 1945 року — офіцер роти 1-го навчального дивізіону підводних човнів.